# Saint-Vincent-sur-Jard
Saint-Vincent-sur-Jard är en kommun i departementet Vendée i regionen Pays de la Loire i västra Frankrike. Kommunen ligger i kantonen Talmont-Saint-Hilaire som tillhör arrondissementet Les Sables-d'Olonne. År 2022 hade Saint-Vincent-sur-Jard 1 602 invånare.

## Befolkningsutveckling
Antalet invånare i kommunen Saint-Vincent-sur-Jard
| Referens: INSEE |